# Uerkheim
Uerkheim (schweizerdeutsch: Üerke, ˈʏərkχə) ist eine Einwohnergemeinde im Schweizer Kanton Aargau. Sie gehört zum Bezirk Zofingen und liegt östlich des Bezirkshauptorts an der Uerke.

## Geographie
Das Dorf befindet sich im mittleren Abschnitt des Uerkentals, wobei der Talboden nirgends breiter als 250 Meter ist. Beim Dorfzentrum zweigen zwei Seitentäler ab, das Hinterwiltal in Richtung Westen und der Waldgraben in Richtung Nordwesten. Beide sind von steilen Hügeln umgeben, von denen der Wisstannen (653 m ü. M.) der höchste ist. Der Uerknerberg (579 m ü. M.) bildet die östliche Gemeindegrenze und zugleich eine natürliche Grenze zum benachbarten Suhrental. Neben zahlreichen verstreuten Einzelhöfen gibt es drei Weiler. Hinterwil (501 m ü. M.) liegt einen Kilometer westlich des Dorfzentrums im Hinterwiltal. Nochmals etwas mehr als einen Kilometer weiter westlich ist Linden (583 m ü. M.), wobei die Grenze zu Zofingen bzw. zur ehemaligen Gemeinde Mühlethal mitten durch die Siedlung verläuft. Auf einer kleinen Hochfläche eineinhalb Kilometer südwestlich von Uerkheim befindet sich Neudorf (601 m ü. M.).
Die Fläche des Gemeindegebiets beträgt 709 Hektaren, davon sind 292 Hektaren bewaldet und 80 Hektaren überbaut. Der höchste Punkt befindet sich auf 663 Metern an der südwestlichen Gemeindegrenze, der tiefste auf 448 Metern an der Uerke. Nachbargemeinden sind Safenwil im Nordwesten, Kölliken im Norden, Holziken im Nordosten, Schöftland im Osten, Staffelbach im Südosten, Bottenwil im Süden und Zofingen im Westen.

## Geschichte

Luftaufnahme durch Walter Mittelholzer (1923)

Die erste urkundliche Erwähnung von Urtihun erfolgte im Jahr 893 in einem Zinsrodel des Fraumünsters in Zürich. Der Ortsname stammt vom althochdeutschen (ze) Urtichun und bedeutet «bei/an der Urticha», wobei der Flussname alteuropäischen Ursprungs zu sein scheint und als «die Sprudelnde» übersetzt werden kann. Der Dorfteil Hinterwil wurde erstmals 1259 als Willon erwähnt. Im Mittelalter lag Uerkheim im Herrschaftsbereich der Grafen von Lenzburg, ab 1173 in jenem der Grafen von Kyburg. Nachdem diese ausgestorben waren, übernahmen die Habsburger 1273 die Landesherrschaft und die Blutgerichtsbarkeit.
1415 eroberten die Eidgenossen den Aargau; Uerkheim gehörte nun zum Untertanengebiet der Stadt Bern, dem so genannten Berner Aargau. Die niedere Gerichtsbarkeit war 1395 von den Herren von Ifenthal an die Herren von Falkenstein übergegangen. Diese verkauften sie 1458 an die Stadt Solothurn. In der Folge kam es zwischen Bern und Solothurn wiederholt zu juristischen Streitereien um die Befugnisse im Niedergericht Safenwil (zu dem auch Uerkheim gehörte). 1665 übernahm Bern schliesslich das Niedergericht und unterstellte es der Landvogtei Lenzburg. 1528 führten die Berner die Reformation ein. Der Weiler Neudorf ist eine relativ junge Siedlung: Um das Jahr 1560 erhielten fünf Tauner die Erlaubnis, sich auf dem Hügel südwestlich des Dorfes niederzulassen.
Im März 1798 nahmen die Franzosen die Schweiz ein, entmachteten die «Gnädigen Herren» von Bern und riefen die Helvetische Republik aus. Seither gehört Uerkheim zum Kanton Aargau. Bis weit ins 20. Jahrhundert hinein prägte die Landwirtschaft das Leben der Gemeinde. Im Gegensatz zu zahlreichen Dörfern in der Umgebung blieb die Bevölkerungszahl ziemlich konstant. Auf den 1. Januar 2014 war die Fusion von Uerkheim mit der benachbarten Stadt Zofingen geplant, am 20. Januar 2013 scheiterte diese jedoch an der ablehnenden Haltung der Stimmberechtigten beider Gemeinden.

## Sehenswürdigkeiten

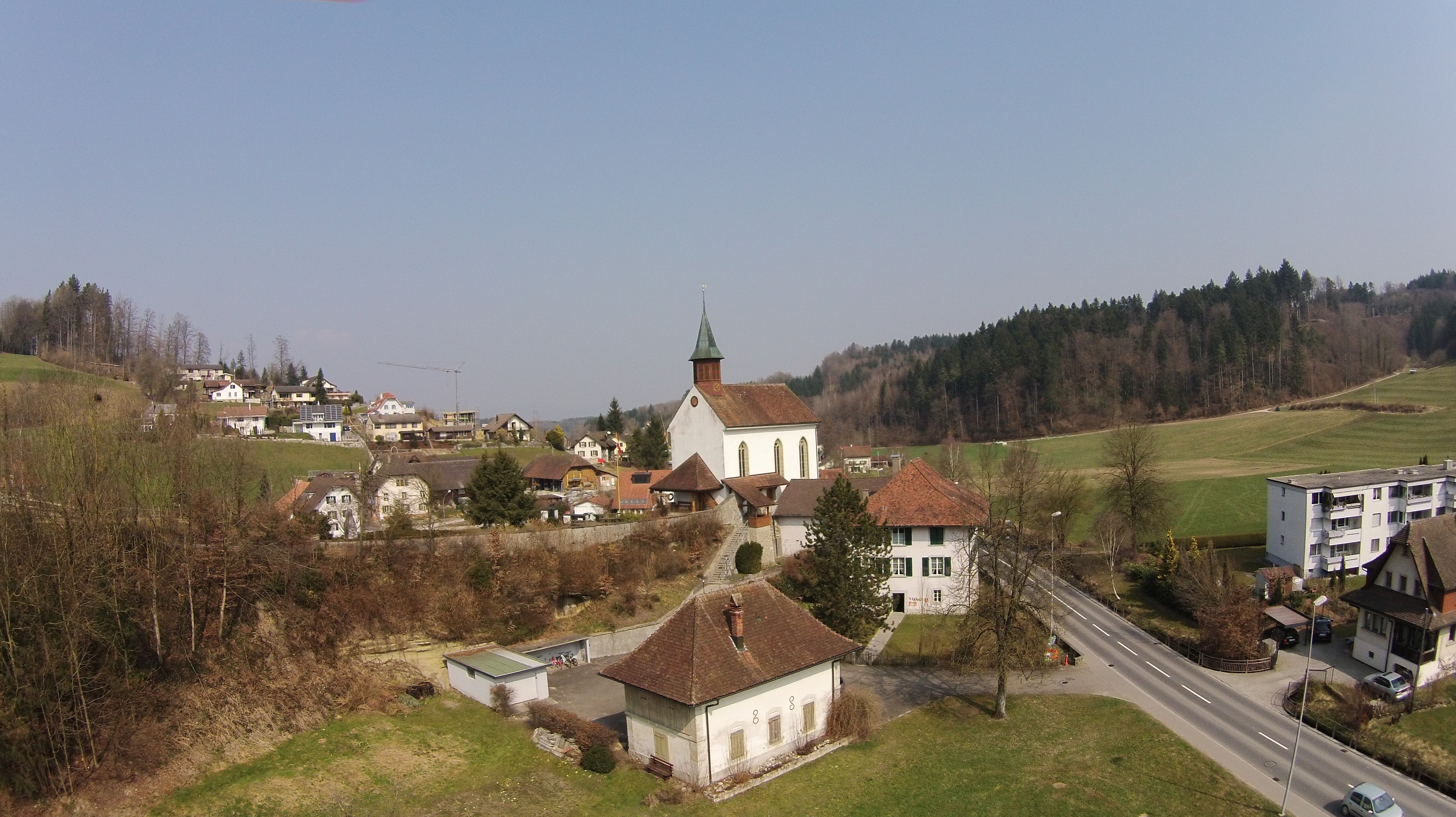
Kirche und Pfarrhaus (vorne)

Die reformierte Kirche steht auf einem vorspringenden Sandsteinsporn über der Mündung des Dorfbachs in die Uerke. Die erste Erwähnung erfolgte 1159, als Papst Hadrian IV. die Kirche unter den Schutz des Klosters Muri stellte. Das ehemals romanische Gebäude wurde 1520 völlig umgestaltet und um einen Chor erweitert.

## Wappen
Die Blasonierung des Gemeindewappens lautet: «In Weiss roter Balken, im Schildhaupt und Schildfuss fünfstrahliger gelber Stern.» Erstmals erschien dieses Wappen 1811 auf dem Gemeindesiegel. Die zwei Sterne sollen die ehemaligen Zehntbezirke Hinterwyl und Uerkheim symbolisieren. Den Vorschlag, die Sterne gemäss den heraldischen Farbregeln rot zu färben, lehnte die Gemeindeversammlung im Jahr 2002 ab.

## Bevölkerung
Die Einwohnerzahlen entwickelten sich wie folgt:
| Jahr      | 1764 | 1850 | 1900 | 1930 | 1950 | 1960 | 1970 | 1980 | 1990 | 2000 | 2010 | 2020 |
| Einwohner | 531  | 1310 | 1386 | 1286 | 1101 | 1132 | 1135 | 1144 | 1248 | 1268 | 1272 | 1342 |

Am 31. Dezember 2023 lebten 1433 Menschen in Uerkheim, der Ausländeranteil betrug 11,2 %. Bei der Volkszählung 2015 bezeichneten sich 55,5 % als reformiert und 17,6 % als römisch-katholisch; 26,9 % waren konfessionslos oder gehörten anderen Glaubensrichtungen an. 95,4 % gaben bei der Volkszählung 2000 Deutsch als ihre Hauptsprache an, 1,3 % Albanisch sowie je 0,9 % Französisch und Serbokroatisch.

## Politik und Recht

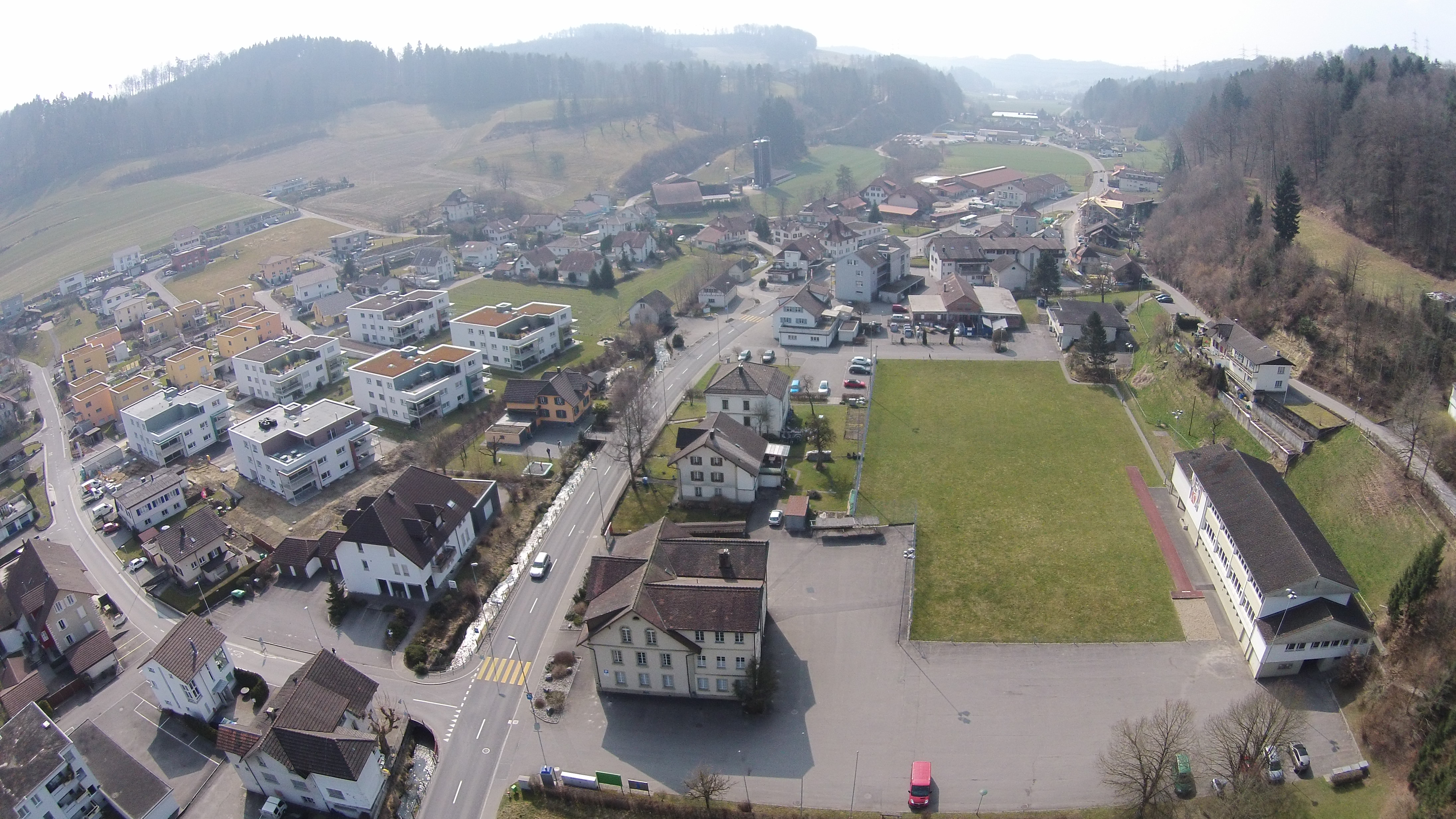
Blick auf Uerkheim mit dem Gemeindehaus und der Schule

Die Versammlung der Stimmberechtigten, die Gemeindeversammlung, übt die Legislativgewalt aus. Ausführende Behörde ist der fünfköpfige Gemeinderat. Er wird im Majorzverfahren vom Volk gewählt, seine Amtsdauer beträgt vier Jahre. Der Gemeinderat führt und repräsentiert die Gemeinde. Dazu vollzieht er die Beschlüsse der Gemeindeversammlung und die Aufgaben, die ihm vom Kanton zugeteilt wurden. Für Rechtsstreitigkeiten ist in erster Instanz das Bezirksgericht Zofingen zuständig. Uerkheim gehört zum Friedensrichterkreis XVI (Zofingen).

## Wirtschaft
In Uerkheim gibt es gemäss der im Jahr 2015 erhobenen Statistik der Unternehmensstruktur (STATENT) rund 370 Arbeitsplätze, davon 21 % in der Landwirtschaft, 30 % in der Industrie und 49 % im Dienstleistungsbereich. Die meisten Erwerbstätigen sind Wegpendler und arbeiten in Zofingen oder in der Region Aarau.

## Verkehr
Uerkheim liegt abseits der Hauptverkehrsachsen. Das Dorf ist über die Kantonsstrasse 317 mit Kölliken und Bottenwil verbunden, über die Kantonsstrasse 315 mit Zofingen. 

### Nahverkehr
Eine Buslinie der Gesellschaft Limmat Bus verkehrt vom Bahnhof Zofingen über Uerkheim nach Schöftland.
- 613 Schöftland Bahnhof – Holziken – Bottenwil – Uerkheim – Mühlethal – Zofingen Bahnhof

## Bildung
Die Gemeinde verfügt über einen Kindergarten und ein Schulhaus, in dem die Primarschule unterrichtet wird. Sämtliche Oberstufen der obligatorischen Volksschule (Realschule, Sekundarschule und Bezirksschule) können in Zofingen besucht werden. Das nächstgelegene Gymnasium ist die Kantonsschule Zofingen.

## Persönlichkeiten
- Karl Rudolf Schmid (* 1825 in Uerkheim; † 1873 in Matzleinsdorf), der Mediziner und Opernsänger wurde in Uerkheim geboren.
- Eberhard Busch (* 1937 in Witten), der reformierte Theologe und Hochschullehrer war von 1969 bis 1986 Pfarrer der Kirchgemeinde Uerkheim.
- Freddy Nock (1964–2024), Hochseilartist, lebte in Uerkheim.